# Pokrowskoje (obwód rostowski)
Pokrowskoje (ros. Покровское) – wieś w Rosji, w obwodzie rostowskim, ośrodek administracyjny rejonu nieklinowskiego. W 2010 liczyła 12 369 mieszkańców.